# Gianluca Bezzina
Gianluca Bezzina (født 9. november 1989) er en maltesisk sanger og læge. Han repræsenterede Malta ved Eurovision Song Contest 2013.